# Розсвіт (Хабарський район)
Розсві́т (рос. Рассвет) — селище у складі Хабарського району Алтайського краю, Росія. Входить до складу Мартовської сільської ради.

## Населення
Населення — 287 осіб (2010; 358 у 2002).
Національний склад (станом на 2002 рік):
- росіяни — 85 %